# Махмудов, Джура
Джура Махмудов (1915— 1987) — сержант Рабоче-крестьянской Красной Армии, участник Великой Отечественной войны, Герой Советского Союза (1945).

## Биография
Джура Махмудов родился 16 июня 1915 года в кишлаке Шилким (ныне — Иштыханский район Самаркандской области Узбекистана). После окончания семи классов школы работал в колхозе, с 1937 года работал дорожным мастером. В июле 1941 года Махмудов был призван на службу в Рабоче-крестьянскую Красную Армию. С апреля 1944 года — на фронтах Великой Отечественной войны.
К январю 1945 года гвардии сержант Джура Махмудов командовал пулемётным расчётом 57-го гвардейского кавалерийского полка 15-й гвардейской кавалерийской дивизии 7-го гвардейского кавалерийского корпуса 1-го Белорусского фронта. Отличился во время освобождения Польши. 23 января 1945 года расчёт Махмудова в числе первых переправился через реку Просна в районе города Калиш и принял активное участие в боях за захват и удержание плацдарма на её западном берегу, что способствовало успешно переправе основных сил.
Указом Президиума Верховного Совета СССР от 27 февраля 1945 года гвардии сержант Джура Махмудов был удостоен высокого звания Героя Советского Союза с вручением ордена Ленина и медали «Золотая Звезда».
После окончания войны Махмудов был демобилизован. Проживал на родине, работал в райкомах КПСС, в 1955-1961 годах был председателем колхоза. В 1952 году Махмудов окончил партшколу при ЦК КП Узбекской ССР.
Был также награждён орденом Отечественной войны 1-й степени (1985) и рядом медалей.